# レクサス・RZ
レクサス・RZ（アールズィー、Lexus RZ）は、トヨタ自動車が展開する高級車ブランド・レクサスが販売しているクロスオーバーSUV型の二次電池式電気自動車である。

## 概要
SUBARUと共同開発したBEV専用プラットフォーム「e-TNGA」を採用し、ショートオーバーハング・ロングホイールベース化による、特徴的なスタイリングと広い室内空間を実現している。

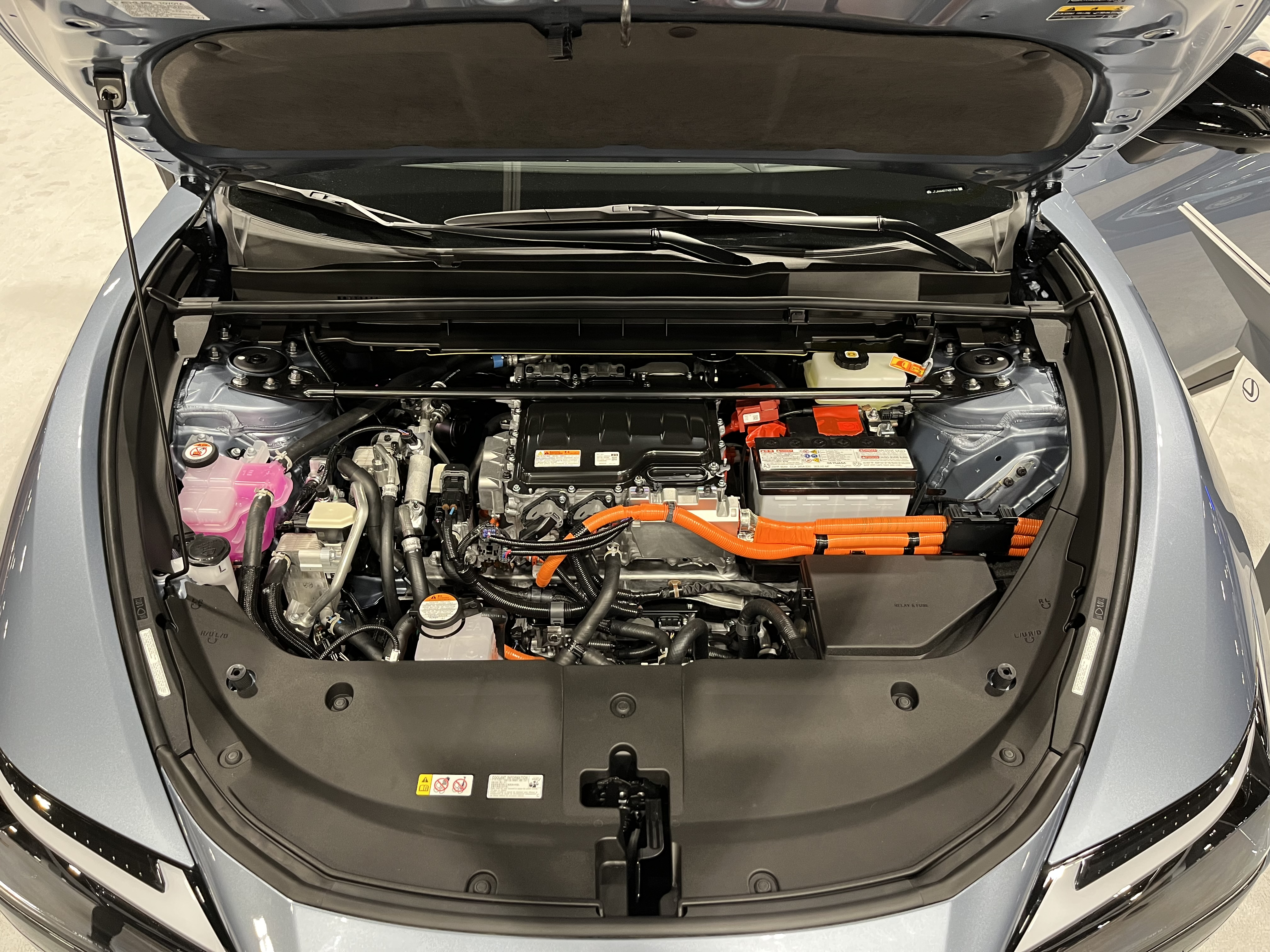
アンダーフードコンポーネント

パワートレインは、RZ450eは新開発の四輪駆動力システム「ダイレクト4（DIRECT4）」を搭載。路面や走行状態を問わず、車両の接地加重に応じて四輪の駆動力を常に緻密に制御する。「DIRECT4」は車輪速、加速度、舵角などのセンサー情報を用いて、前輪:後輪の駆動力配分を100:0 - 0:100の間で制御する。発進時、直進加速時は車両のピッチングを抑え、直接的な加速感が得られるよう、前輪:後輪 = 60:40 - 40:60程度で制御する。旋回時、ステアリングの切り始めにはフロント寄りの駆動力配分（75:25 - 50:50）、コーナー脱出時はリヤ寄りの駆動力配分（50:50 - 20:80）とすることで気持ちのよい旋回の感覚を実現している、とトヨタは主張している。RZ300eは高出力モーターをフロントに搭載。車体自体がRZ450eよりも軽量化されたことに合わせて、足回りが前輪駆動用に変更されている。
その他、ステアバイワイヤなどを採用した異形ハンドルにより、ハンドル操作によるタイヤ切れ角を自由に変化させることができ、持ち替え不要なハンドル操作を実現している。
エクステリアデザインでは、レクサスを象徴するスピンドルグリルがボディと一体となった「スピンドルボディ」となった。
このモデルでは、ほかの次世代LEXUS車（NX・LX・RX等）と同様に、紙カタログはギャラリーのStyles、グレードや装備・スペックのみ掲載しているSelections、簡易的な掲載のLexus Dealer Optionの3部構成となり、その他の詳細などはホームページで見る形式になっている。

### 年表
- 2022年
  - 4月20日 - ブランド初のEV専用車として世界初公開[2]。
  - 5月21日 -「ル・ボラン カーズ・ミート 2022 横浜」で、RZプロトタイプを実車初公開[4]。
  - 10月20日 - レクサスのYouTube公式チャンネルにて、マーベル・スタジオの映画ブラックパンサー/ワカンダ・フォーエバーのタイイン・パートナー車となる、RZが登場するオリジナルショートムービー『An Electric Future』の撮影の裏側を公開。
- 2023年
  - 3月30日 - 発表・発売[5]。発売当初はRZ450eのみの設定で、最初の500台は特別仕様車の「First Edition」、以降は通常仕様にあたる「Version L」となる。価格はいずれも10%相当分の消費税込で、First Editionは940万円、Verison Lは880万円。

「First Edition」は20インチアルミホイールを専用ブラック塗装とし、ステアリングホイールは下部に「RZ FIRST EDITION」の印字を施し、センターコンソール部には「RZ 450e First Edition」ロゴの専用プレートを装着。内装はオラージュ&ブラックの専用カラーとした。ボディカラーは専用配色の2トーンカラーで、ソニックカッパー&ブラックとイーサーメタリック&ブラックの2種が設定される。
  - 11月30日 - FWD（2WD）車の「RZ300e」を追加。リアサスペンションメンバーが新たに開発されたFWD専用品となり、車両重量がRZ450eから110kg軽量化されたことに伴い、コイルスプリング、スタビライザー、ショックアブソーバーの設定も最適化された。フロントモータを稼働させるインバーターにはSiC素子（シリコンカーバイド）が採用された。

同時にRZ450eも一部改良され、低外気温下における急速充電時間短縮を図るため、冷間時におけるバッテリー暖気性能を向上させる電池急速昇温システムが採用された[6]。